# Doug Ingle
Doug Ingle, rodným jménem Douglas Lloyd Ingle, (9. září 1945 Omaha, Nebraska – 24. května 2024) byl americký rockový klávesista a zpěvák. Byl známý především jako zakládající člen a hlavní skladatel skupiny Iron Butterfly.

## Život
Narodil se 9. září 1945 v Omaze v Nebrasce, odkud se po třech měsících rodina po jeho narození rodina přestěhovala do Skalnatých hor a později do San Diega v Kalifornii. Hudbě se začal věnovat pod vlivem svého otce, který hrál v kostele na varhany. V roce 1966, spolu s kytaristou Dannym Weisem, baskytaristou Gregem Willisem a bubeníkem Jackem Pinneyem, založil skupinu Iron Butterfly. Se skupinou nahrál alba Heavy (1968), In-A-Gadda-Da-Vida (1968), Ball (1969) a Metamorphosis (1970). Ze skupiny odešel počátkem roku 1971, krátce po vydání alba Metamorphosis. Skupina bez něj pokračovala až do května 1971, ale následně se rozpadla. Následně působil ve skupině Stark Naked and the Car Thieves, která se však brzy rozpadla.
V roce 1974 byla skupina Iron Butterfly obnovena, ale Ingle s ní již nevystupoval. Bez něj vydala ještě dvě studiová alba Scorching Beauty a Sun and Steel, obě v roce 1975. Ve skupině se vystřídalo několik různých klávesistů a Ingle se k ní vrátil v roce 1978, ale už v následujícím roce opět odešel. Opět se vrátil v roce 1982, odkdy se skupinou hrál až do roku 1983, kdy se po smrti baskytaristy Kurtise Teela rozpadla. Obnovena byla v roce 1987 a po nesčetných změnách sestav se v roce 1987 přidal i Ingle; v roce 1988 opět odešel. Naposledy se Ingle k Iron Butterfly vrátil v roce 1994 a odešel roku 1999.
S úspěchem druhého alba Iron Butterfly se Ingle stal multimilionářem, ale během několika let přišel kvůli neplacení daní o většinu svého majetku, včetně 600akrového ranče. Hudbě se věnoval minimálně, pracoval mj. jako malíř pokojů.